# Murwara (Katni)
Murwara (Katni) é uma cidade  no distrito de Katni, no estado indiano de Madhya Pradesh.

## Demografia
Segundo o censo de 2001, Murwara (Katni) tinha uma população de 186 738 habitantes. Os indivíduos do sexo masculino constituem 52% da população e os do sexo feminino 48%. Murwara (Katni) tem uma taxa de literacia de 72%, superior à média nacional de 59,5%: a literacia no sexo masculino é de 78% e no sexo feminino é de 65%. Em Murwara (Katni), 13% da população está abaixo dos 6 anos de idade.